# Les Raconades
Les Raconades és una partida situada en una carena del terme municipal de Castell de Mur, a l'antic terme de Guàrdia de Tremp, al Pallars Jussà, en territori de l'antic poble de Cellers.
Està situat a la zona sud del terme municipal, a la dreta del barranc del Bosc i a prop, al sud-oest, de la Roca Regina. És al sud de les Feixes del Barranc del Bosc i a llevant de la Serra de les Raconades.